# Rave Racer
Rave Racer (レイブレーサー, Reibu Rēsā) is een arcadespel dat op 16 juli 1995 uitgegeven werd door Namco. Het racespel loopt op Namco System 22 hardware, en kan met twee spelers per kast tot een totaal van 8 spelers op vier aan elkaar gekoppelde kasten gespeeld worden. Het is het derde deel in de Ridge Racer-serie en het vervolg op Ridge Racer en Ridge Racer 2.

## Spel
In tegenstelling tot Ridge Racer 2, was Rave Racer meer dan een update. Het bevat twee nieuwe racecircuits, evenals de oorspronkelijke korte en lange parcoursen van Ridge Racer, verschillende aanpassingen aan de besturing, force feedback, verbeterde graphics en 12 nieuwe muzieknummers. Net als Ridge Racer 2 heeft Rave Racer een compleet vernieuwde soundtrack. De nieuwe racebanen bevatten zijwegen, waarvan sommigen langer zijn dan anderen.
Rave Racer was het eerste spel dat 3D-elementen met een hoge resolutie kon afspelen. Vergelijkbare kwaliteit werd pas weer gezien in de Dreamcast, die meer dan drie jaar later verscheen. Rave Racer had een hoge resolutie van 640x480 pixels en 60 frames per seconde.
Een versie voor Microsoft Windows was in de maak voor de PowerVR Graphics Processor van NEC, en werd getoond in 1996. De productie werd echter stopgezet. Het eerste spel uit de Ridge Racer-serie dat verscheen voor pc was Ridge Racer Unbounded in 2012.
Hoewel het spel nooit buiten de arcadehallen verschenen is, werden de racebanen later opgenomen in de PSP-versie van Ridge Racer in 2004, de soundtrack werd deels in de originele vorm en deels geremixt aan het spel toegevoegd.